# Fontainebleau Resort
Het Fontainebleau Las Vegas is een resort en casino aan de Las Vegas Strip te Winchester (Nevada) in de Verenigde Staten. Het is een zusterlocatie van Fontainebleau Miami Beach en bevindt zich op het 24,5 hectare grote terrein waar voorheen het El Rancho hotel en casino en het Algiers hotel stonden. Het eigendom en de ontwikkeling zijn meerdere keren gewijzigd sinds het project in mei 2005 werd aangekondigd. Het werd oorspronkelijk voorgesteld door ontwikkelaar Fontainebleau Resorts, eigendom van Jeff Soffer.
Het project is ontworpen door Carlos Zapata Studio met Bergman Walls and Associates als uitvoerend architect. De bouw begon in februari 2007 en de hoteltoren werd op 14 november 2008 voltooid. De toren telt 68 verdiepingen en is 224 meter hoog. Het is de hoogste bewoonbare gebouw in de staat Nevada.

## Geschiedenis
De bouw werd gestart op 30 april 2007 en in november 2008 was de hoteltoren in ruwbouw gereed. Een groep banken die verantwoordelijk was voor de financiering van het project zette in 2009 de financiering stop  maar en werd daarop door Fontainebleau aangeklaagd. Toen de projectorganisatie twee maanden later faillissement aanvroeg werd de bouw stilgelegd, De Fontainebleau was voor 70 procent voltooid en de opening stond gepland voor oktober 2009. Carl Icahn kocht het project in 2010 uit het faillissement, maar hervatte de bouw nooit. Zeven jaar later werd het onvoltooide resort verkocht aan de investeringsfirma's Witkoff Group en New Valley LLC, die plannen hadden om het in 2022 te openen als The Drew Las Vegas. De bouw werd echter in maart 2020 stopgezet vanwege de COVID-19-pandemie in Nevada.
In februari 2021 kocht Soffer het project terug via zijn bedrijf Fontainebleau Development, met Koch Real Estate Investments als partner. Soffer herstelde de oorspronkelijke naam van het project, met de hervatting van de bouw in november 2021. Het project werd ontwikkeld voor een bedrag van 3,7 miljard dollar, waarmee het het op één na duurste resort in Las Vegas is. Het Fontainebleau opende op 13 december 2023 en omvat een casino van 16.100 m² en 3.644 hotelkamers.
In mei 2009 vertrok de CEO van Fontainebleau Resorts, Glenn Schaeffer. Hij was tevens verantwoordelijk voor de drie miljard dollar lening voor het project. Hierdoor weigerde de Bank of America, de grootste geldschieter, het project nog verder te financieren. Ten gevolge van de geldproblemen kwam het bedrijf onder curatele te staan.
De bouw stopte uiteindelijk toen het project voor zeventig procent klaar was. De geplande openingsdatum in oktober 2009 werd niet gehaald en het hotel en casino vroeg hun faillissement aan. Het gebouw werd uiteindelijk geveild voor een bedrag van 156 miljoen dollar aan Carl Icahn, die daarmee de enige andere gegadigde, Penn National Gaming, versloeg.
De totale kosten om het gebouw af te maken werden geschat op 1,6 miljard dollar. In 2010 besloot Icahn al het meubilair van het Fontainebleu Resort te veilen. Daarnaast werd er bekendgemaakt dat er nog geen nieuws is over de toekomstplannen van het gebouw.

## Ligging
Het gebouw ligt aan de Las Vegas Boulevard. Het is gebouwd op dezelfde locatie als het voorgaande El Rancho hotel en casino. Het gebouw is een van de noordelijkste gebouwen aan de Strip. Ten noorden ligt nog het inmiddels gesloten Sahara en ten zuiden ligt het Riviera. Tegenover het hotel ligt het Las Vegas Hilton. Schuin tegenover het gebouw liggen het Circus Circus en de Stratosphere.